# Marie-Therese-Gymnasium
Das Marie-Therese-Gymnasium (MTG) ist ein städtisches Gymnasium in Erlangen. Es ist ein rein naturwissenschaftlich-technologisches Gymnasium. Das Schulhaus befindet sich in der Schillerstraße, in unmittelbarer Nähe des Lorlebergplatzes, der das östliche Ende der Universitätsstraße bildet. Der Einzugsbereich der Schule erstreckt sich daher neben dem Stadtgebiet auf die Orte der nördlichen und östlichen Umgebung Erlangens.

## Geschichte

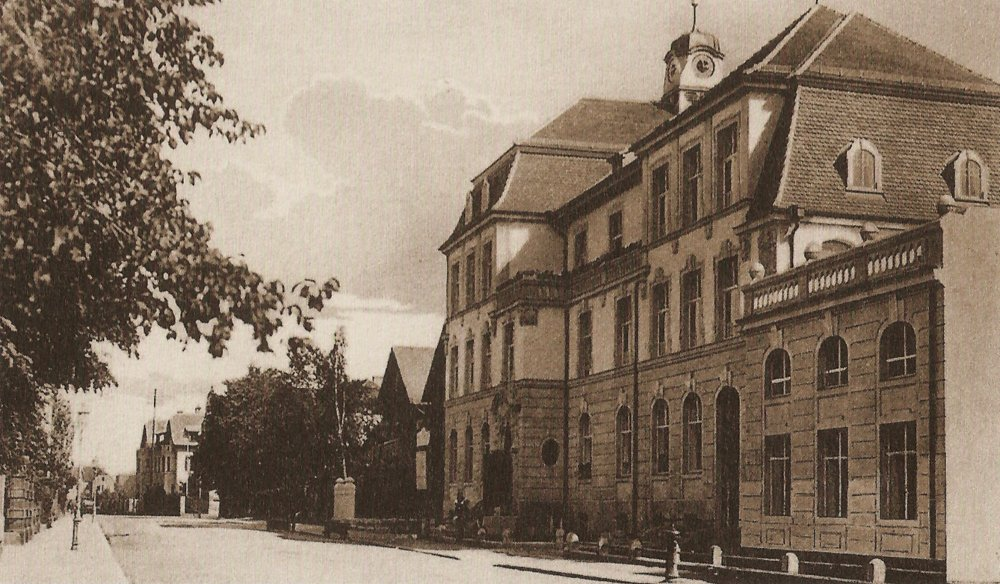
Das Marie-Therese-Gymnasium, damals noch Städtische Höhere Töchterschule, 1909

Das häufig MTG abgekürzte Gymnasium geht zurück auf das 1873 gegründete Vömel’sche Privat-Töchterinstitut (ab 1. Mai 1887 unter dem Namen Städtische Höhere Töchterschule in Trägerschaft der Kommune) und die 1904 gegründete Lehrerinnenbildungsanstalt, die an die Töchterschule angegliedert war. Beide Schulen waren von 1904 bis 1914 unter dem Titel Städtische höhere weibliche Bildungsanstalt zusammengefasst. Das 1909 neu in der Schillerstraße errichtete Schulhaus im Jugendstil steht unter Denkmalschutz und beherbergt das MTG bis heute. Bereits damals wurden bei der Ausbildung der Volksschullehrerinnen die neusprachlichen Fächer, Deutsch, Zeichnen, Gesang, Violine und Turnen betont.
1914 wurde das nunmehrige Mädchenlyzeum anlässlich eines angekündigten Besuchs des bayrischen Königspaares in Marie-Therese-Schule zu Ehren von Marie Therese von Österreich-Este, der Gemahlin von König Ludwig III. von Bayern, umbenannt. Der beabsichtigte Besuch des Königspaares am 27. Juli 1914 wurde zwar aufgrund der politischen Julikrise und des sich daraus entwickelnden Weltkrieges abgesagt, die Umbenennung war aber bereits vollzogen, und so prangt der Schriftzug Marie-Therese-Schule seit 1914 über dem Portal des Schulhauses. Die Städtische Höhere Töchterschule hatte 1887 auch das Schulhaus in der Friedrichstraße 35 vom Vömel’schen Privat-Töchterinstitut übernommen, die Räume reichten aber angesichts stetig steigender Schülerzahlen nicht mehr aus, so dass seit 1903 auch zusätzlich mehrere Räume im neu errichteten Schulgebäude der Prinzregentenschule (heutiges Schulhaus des Christian-Ernst-Gymnasiums, damals Gebäude einer Volksschule) belegt werden mussten, bis 1909 der Neubau an der Schillerstraße bezogen werden konnte. Das alte Schulhaus in der Friedrichstraße diente noch bis in die Zeit nach dem Zweiten Weltkrieg als Nebengebäude.
Ende 1918 gründete sich ein „Verein zur Errichtung eines Töchterheims“, der am 1. September 1920 die Eröffnung des Hauses in der Rathsberger Str. 3 begehen konnte. Fortan bestand für die auswärtigen Schülerinnen dadurch die Möglichkeit, unter der Woche in der Stadt zu bleiben und sich den zeitraubenden Heimweg so zu sparen. Die erst als „Töchterheim“, später als „(städtisches) Schülerinnenheim“, umgangssprachlich als „Heim am Wels“ bezeichnete Einrichtung wurde 1937 in die Trägerschaft der Stadt übergeben und 1969 aus Kostengründen geschlossen.
1925 wurde das Lehrerseminar in Altdorf aufgehoben und zurück nach Erlangen versetzt, sodass nun die staatliche Lehrerinnenbildungsanstalt und das städtische Mädchenlyzeum an einem Ort und unter einer Leitung vereint waren. 1935/36 wurde die Lehrerinnenbildungsanstalt in eine deutsche Aufbauschule umgewandelt, deren Ziel nicht mehr in der Lehrerausbildung lag, sondern die Hochschulreife vermitteln sollte, die fortan Voraussetzung zum Besuch von neu geschaffenen Hochschulen für Lehrerbildung war. Zum Schuljahr 1938/39 wurde die Schulzeit der höheren Schulen in Deutschland um ein Jahr auf 8 Jahrgangsstufen gekürzt.
1945/46 wurde die deutsche Aufbauschule ablaufend wieder in eine Lehrerinnenbildungsanstalt alter Prägung zurückverwandelt, der Not der Zeit gehorchend wurden nun aber auch Jungen aufgenommen. Gleichzeitig wurde die Oberschule für Mädchen (das ehemalige Mädchenlyzeum) zu einer Oberrealschule, 1949 zu einem Realgymnasium. Die Lehrerbildungsanstalt wurde schon 1949 wieder zu einer höheren Schule. 1949 wurde der Freundeskreis der Marie-Therese-Schule gegründet, da ab dem folgenden Jahr volle Schulgeld- und Lehrmittelfreiheit galt und auf die Schule damit ein Finanzierungsproblem zukam. Ab 1950 war auch das Realgymnasium für Schüler beiderlei Geschlechts erlaubt. Die Schulzeit bis zum Abitur betrug seit 1951/52 wieder wie vor 1938 neun Jahrgänge. Die Lehrerbildungsanstalt wurde 1954 in das Staatliche Deutsche Gymnasium und Institut für Lehrerbildung erweitert und umbenannt. 1955 wurde das Schulhaus nach Osten um einen zweiflügeligen Erweiterungsbau vergrößert. Zum 1. September 1956 zog das Lehrerbildungsinstitut, vereint mit der Lehrerbildungsanstalt Schwabach, nach Nürnberg um; übrig blieb neben dem städtischen Realgymnasium das nur ein Viertel so große staatliche Deutsche Gymnasium. 1963 wurden die beiden Schulen getrennt, das Deutsche Gymnasium zog als musisches Gymnasium in den Ostflügel des ehemaligen Prinzregentenschulhauses am Langemarckplatz (heute Christian-Ernst-Gymnasium), das Realgymnasium blieb allein im Schulhaus in der Schillerstraße, wohin nun auch endlich wieder acht aus Platznot bisher ins Schulhaus der städtischen Poeschke-Schule ausgelagerte Klassen zurückkehren konnten. Bernhard Köppen, der seit 1960 beide Schulen gemeinsam geleitet und mühsam entwirrt hatte, ging mit dem musischen Gymnasium an den Langemarckplatz, sein bisheriger Stellvertreter Wolfgang Wießner wurde neuer Leiter des Realgymnasiums. Zum 1. September 1965 bekam die Schule, aufgrund der Anordnung des bayerischen Kultusministeriums, dass sich alle Schulen im Bundesland einen Namen zu wählen hatten, offiziell den Namen Marie-Therese-Gymnasium. Das Deutsche Gymnasium im alten Prinzregentenschulhaus nannte sich zeitgleich nach dem Markgrafen Christian Ernst von Bayreuth.

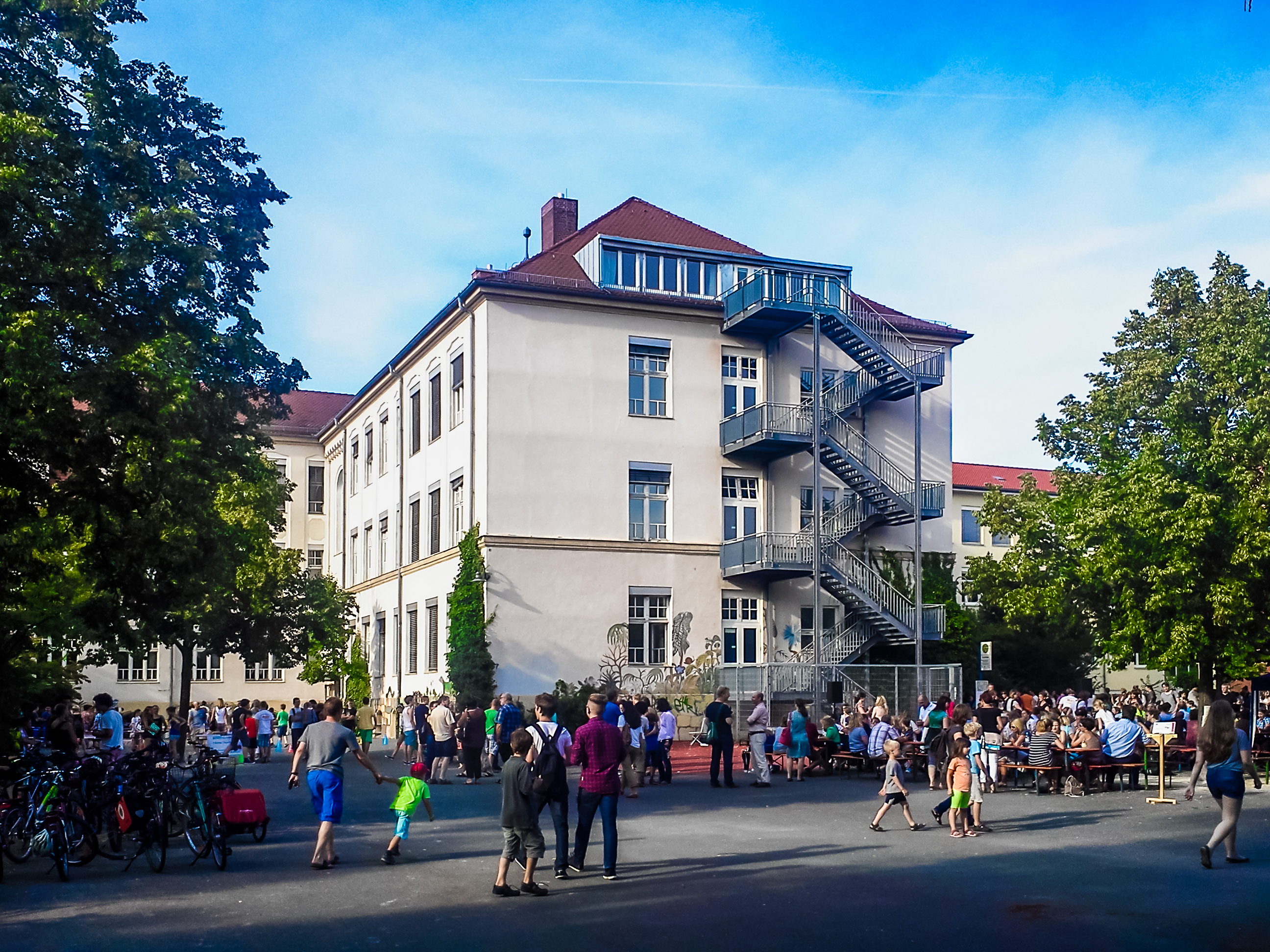
Der Altbau vom Pausenhof aus während des Sommerfestes 2014

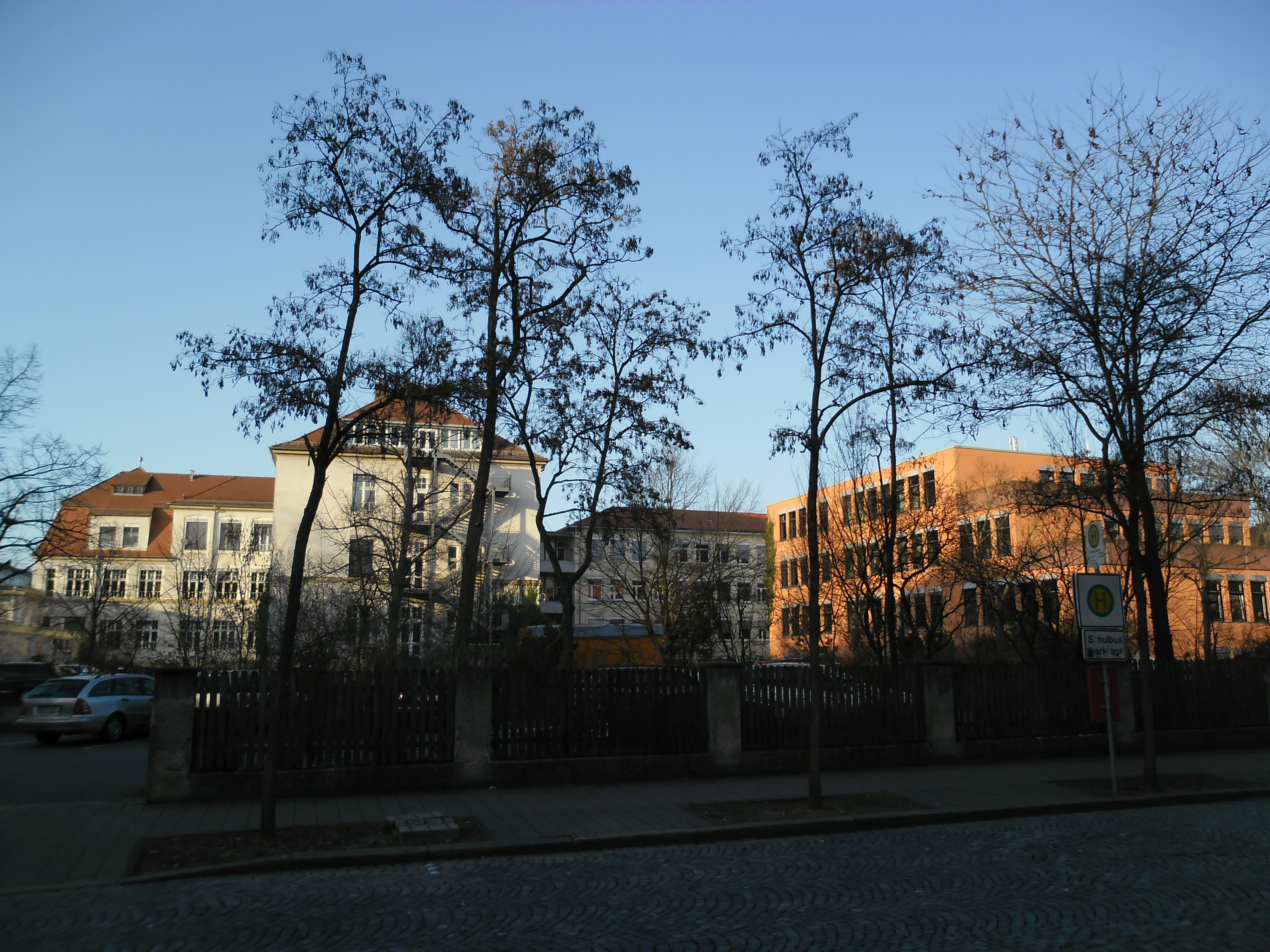
Das MTG von der Fichtestraße aus gesehen, Eingang zum Pausenhof und Blick auf die beiden Erweiterungsbauten

Seit 1978 besitzt die Schule neben dem neusprachlichen auch einen mathematisch-naturwissenschaftlichen Zweig. Schon ein Jahr vorher wurde die Kollegstufe (Reformierte Oberstufe) eingeführt. Dadurch wurde die Errichtung eines weiteren Erweiterungsbaus südlich des zweiten Flügels von 1955 nötig, die 1978 abgeschlossen wurde. 2006 entstand in diesem Gebäudeteil eine Mensa, um Mittagessen bei durch das G8 häufigerem Nachmittagsunterricht und dem optionalen Ganztagsunterricht anbieten zu können. Seit dem Schuljahr 2011/2012 endet die Schulzeit wieder wie ab 1938/39 mit der 12. Jahrgangsstufe (Achtjähriges Gymnasium).
2012 erlangte die Schule im Rahmen einer wissenschaftlichen Lehrveranstaltung den Weltrekord für die höchste aus einer Kartoffelbatterie erzeugte Spannung.
2015 wurde beschlossen, das Marie-Therese-Gymnasium als mathematisch-naturwissenschaftliches Gymnasium weiterzuführen. Dementsprechend liegt seither ein besonderer Schwerpunkt auf der Entwicklung der MINT-Fächer. Im Bereich der Sprachen ist es seitdem möglich, ab der 10. Jahrgangsstufe Chinesisch oder Französisch als spätbeginnende Fremdsprache zu erlernen. Außerdem arbeiten die musischen Fächer im Bereich der ästhetischen Bildung, einem weiteren Schwerpunkt des Schulprofils, eng zusammen.
Im Oktober 2018 wurde die doppelstöckige Turnhalle eröffnet, deren Bau 2016 begonnen wurde. Seit Fertigstellung der Turnhalle wird das Hauptgebäude schrittweise saniert, beginnend mit dem Flügel für naturwissenschaftliche Fächer. Im Oktober 2020 wurde der naturwissenschaftliche Flügel fertiggestellt. Mitte 2024 waren die Arbeiten bis auf den letzten Abschnitt der alten Turnhalle (künftig Aula) und der Außenanlagen abgeschlossen.

## Schulleitung
Liste der Schulleiter:
| - 1873–1876: Rosa Vömel - 1876–1886: Marie Vömel - 1887–1892: J.L. Sommer - 1892–1898: Wilhelm Herding - 1898–1901: Oskar Steinel - 1901–1925: Hermann Hedenus - 1925–1936: Wolfgang Bloß - 1936–1945: Reinhold Burlein - 1941–1945: Wilhelm Haarländer | - 1945–1949: Wolfgang Bloß - 1949–1959: Elisabeth Ewald - 1960–1963: Bernhard Köppen - 1963–1970: Wolfgang Wießner - 1970–1982: Emil Harsch - 1982–1994: Hans-Martin Blank - 1994–2005: Armin Weichselbaum - 2005–2021: Reane Strübing - Seit 2021: Armin Kolb |

## Ehemalige Schüler
- Emmy Noether (1882–1935), Mathematikerin
- Csaba Szücs (* 1987), Handballspieler
- Josia Topf (* 2003), Paralympics-Sieger Schwimmen